# Панделия Стоянов
Панделия (Пандели) Ангелов Стоянов е български революционер, струмишки войвода на Вътрешната македонска революционна организация и деец на Македонската патриотична организация.

## Биография
Панделия Стоянов е роден на 10 юни 1900 година в струмишкото село Барбарево, тогава в Османската империя. Живее в град Петрич. Жени се за Петра Стоянова, с която има три дъщери - Николина, Люба и Лиляна. Присъединява се към ВМРО и участва във войните за национално обединение. Приближен е на Тодор Александров и Иван Михайлов. Оглавява струмишката чета на организацията. Награждаван е със значки, медали и грамоти от Централния комитет на ВМРО и лично от Тодор Александров. На 22 октомври 1925 година, участва в организацията на защитата на град Петрич, заедно с войводата Георги Въндев, по време на така наречения Петрички инцидент, когато доброволците от ВМРО, ловците от ловното сдружение и малобройната гранична стража, които общо наброяват около 4000 бойци разбиват далеч по-многобройна гръцка армия и я изтласкват зад границата.
През юни 1934 година е интерниран в Бургас, където работи във фабриката на Чальовски. В началото на 1935 година се завръща при семейството си в Петрич. Живее в големи лишения и се препитава главно с тютюнопроизводство. По-късно е назначен за горски стражар. През юни 1944 година по време на Втората световна война, по заръка на Владо Куртев и Жоро Настев, заминава за Воденско, където се включва в доброволческия корпус „Охрана“. Към края на септември 1944 година при скопското село Любанци се предава на титовите партизани при които остава около два месеца. Към края на ноември се завръща при семейството си в Петрич. Тук е подложен на психологически тормоз и физическо малтретиране от новата комунистическа власт. Три пъти е арестуван, като при третия арест през ноември 1945 година успява да се отскубне от милиционерите, които се опиват да го убият. Около двадесет дни се крие в района на родното си село в Огражден планина, тогава на югославска територия. След като местните власти разбират за неговото укриване, той решава да избяга в Гърция. Завръща се в България и пресича границата при Беласица. На 1 декември 1945 година се предава на гръцките власти.
По-късно Панделия Стоянов се установява в Канада, където става активен член на Македонската патриотична организация. До края на живота си е епитроп на българската черква „Света Троица“ в Торонто, подпомага МПО „Победа“ и пенсионерския клуб „Балкан“, дългогодишен представител е на вестник „Македонска трибуна“ в Торонто. През 1967 година подпомага финансово издаването на спомените на Иван Михайлов.
Умира на 11 септември 1981 година в Торонто.

## Галерия
- Документ за награда от ВМРО, подписан от Тодор Александров и Георги Въндев
- Семейството на Панделия Стоянов
- Панделия Стоянов и Георги Въндев в Петрич
- Панделия Стоянов и Иван Михайлов в Рим през 1969 година
- Четата на Панделия Стоянов
- Панделия Стоянов с другари
- Панделия Стоянов с другари